# Marcel Heberlein
Marcel Heberlein (* 16. Juli 1990 in Bamberg) ist ein ehemaliger deutscher Basketballspieler. Er bestritt 26 Einsätze in der Basketball-Bundesliga.

## Leben
Marcel Heberlein kam in seiner Jugend in Bamberg mit Basketball in Kontakt, spielte nach dem Umzug seiner Familie an den Bodensee für die HolidayCheck Baskets Konstanz. Mit dieser Mannschaft erreichte er in der Saison 2009/2010 den Aufstieg in die ProB. In der Saison 2010/2011 spielte er für die BG Illertal-Weißenhorn, spielte aber auch dreimal für den Kooperationspartner Ratiopharm Ulm in der Basketball-Bundesliga. 2011 unterschrieb er einen Zweijahresvertrag beim Erstligisten Ulm, stand jedoch weiterhin auch im Aufgebot der in der ProB spielenden BG Illertal-Weißenhorn. In der Saison 2012/13 kam er in Ulms Bundesligamannschaft zu zehn Kurzeinsätzen.
Im Jahr 2013 wurde sein Vertrag in Ulm nicht verlängert. Anschließend spielte Heberlein für den Gothaer Verein Oettinger Rockets in der zweiten Liga sowie für den TSV Breitengüßbach in der Regionalliga. Er begann eine Lehre zum Immobilienkaufmann, die er 2017 abschloss.

## Erfolge
- Deutscher Vizemeister mit Ulm 2012
- Deutscher Vizepokalsieger mit Ulm 2013